# Massimo Colombo
Massimo Colombo (Milano, 16 febbraio 1961) è un pianista e compositore italiano.

## Biografia
Diplomato in pianoforte al Conservatorio di Musica "Giuseppe Verdi di Milano, ha studiato pianoforte con il maestro Alberto Colombo e composizione con i maestri Davide Anzaghi e Angelo Corradini.
Ha collaborato con numerosi jazzisti italiani e stranieri sia in concerti che in registrazioni, ha inciso oltre 40 dischi come leader e circa 80 dischi sia in veste di pianista che di autore.
È uno dei compositori italiani più prolifici, ha infatti composto oltre 700 opere in generi differenti. Fanno parte del suo catalogo numerose raccolte per pianoforte, musica da camera (edite da Carisch, Hal Leonard, Da Vinci Publishing, Dantone & Volontè), ed è del 2009 il suo “Concerto per trio jazz e orchestra d'archi Op. 624", del 2023 il "Concerto per pianoforte e orchestra d'archi Op. 733.
Intensa anche l'attività didattica, ha insegnato pianoforte ed armonia dal 1990 al 2020 al Centro Professione Musica di Milano e dal 2006 al 2012 arrangiamento jazz al Conservatorio “Giuseppe Verdi” di Milano. È stato docente di Pianoforte jazz presso il Conservatorio "Luisa D’Annunzio" di Pescara, Conservatorio "Niccolò Piccinni" di Bari e al Conservatorio "Giuseppe Nicolini" di Piacenza, dal 2020 è docente titolare della cattedra di Pianoforte jazz e di discipline compositive jazz presso il Conservatorio "Giuseppe Verdi" di Como. È autore di numerosi testi didattici e di un corso multimediale per pianoforte e tastiere.

## Composizioni per pianoforte
- 21 Studi Op. 66 (Crisler Music)
- 2 Fantasie Op. 160 (Crisler Music)
- 25 Pezzi facili Op. 231 (Carisch MK13727, Hal Leonard)
- 7 Pezzi per la mano sinistra Op. 269 (Carisch MK18735, Hal Leonard)
- Preludi Apolidi Op. 277 (MAP Editions)
- Sonata libera Op. 301
- 30 Giochi Op. 344 Vol. 1 (Da Vinci Publishing)
- 30 Giochi Op. 344 Vol. 2 (Da Vinci Publishing)
- 9 Pezzi in forma di mela Op. 424 (Mussida Music Publishing)
- Piani a mollo Op. 435 per due pianoforti
- Immagini Op. 480 (Carisch MK18738, Hal Leonard)
- 9 Notturni Op. 581 (Carisch MK18703, Hal Leonard)
- Tempered Blues Vol. 1 Op. 646 (Da Vinci Publishing)
- Tempered Blues Vol. 2 Op. 646 (Da Vinci Publishing)
- Personalities (Dantone Edizioni e Musica)
- Numbers Op. 717 (PLAY & Oracle Records Ltd)
- Triads (Dantone Edizioni e Musica)

## Musica da camera
- Music for piano and strings (Carisch MK18719, Hal Leonard)
- Il castello di vetro Op. 31 per pianoforte e flauto (Crisler Music)
- Games suite Op. 101 per pianoforte, sax tenore (soprano) e percussioni
- Malastrana Op. 167 per pianoforte e violoncello (Edizioni Peperoncino)
- Farfalle Op. 171 per ottavino, 2 flauti in Do, flauto in Sol (Crisler Music)
- La prima ragione Op. 190 per due flauti e pianoforte
- Swahili suite Op. 205 per 2 sax soprano, sax tenore, sax baritono, pianoforte e percussioni
- 3 composizioni su testo di Rosmini Op. 214 per cembalo, flauto, voce baritono
- 3 Fotogrammi Op. 259 per organo a quattro mani
- Preludi apolidi 7 Op. 277 arr. per 3 violini, viola, violoncello, chitarra, contrabbasso, batteria, percussioni, tromba, sax tenore
- Medroso Op. 296 per pianoforte e pandeiro
- 999 Op. 343 per quintetto d’archi
- Schizzi di mare Op. 382 per quartetto d’archi e pianoforte (o quintetto d’archi, contrabbasso, chitarra, batteria, percussioni
- Altalena Op. 344 per flauto, violoncello, chitarra classica, contrabbasso, percussioni
- Danza lunatica Op. 434 per quintetto d’archi, pianoforte contrabbasso, percussioni
- Oasis Op. 441, Fratture Op. 438, New Tower Op. 439, Comportamenti Op. 443, Transfer Op. 374, La memoria di Nicolai Op. 447 per quintetto d’archi, pianoforte, chitarra classica, contrabbasso, batteria, percussioni, flauto, tromba, sax tenore
- Corale pop Op. 480, Basie Op. 469 per quartetto d’archi e tromba
- Guardando lassù Op. 513 per pianoforte e voce recitante su testo di Bruno Taut
- Sei per Pirandello Op. 580 sestetto per flauto, sax alto, violino, violoncello, contrabbasso e batteria
- I favori della luna Op. 593 sestetto per pianoforte, flauto, sax alto, trombone, contrabbasso, batteria
- Divertimento 1 Op. 607 trio per sax tenore, clarinetto e sax soprano  (Da Vinci Publishing)
- Divertimento 2 Op. 615 trio per oboe, clarinetto, clarinetto basso (Da Vinci Publishing)
- Duo Fantasia Op. 624 per sax soprano e pianoforte (Da Vinci Publishing)
- Concerto per trio jazz e orchestra d’archi Op. 621
- Vibrafono Sonata Op. 639 (Carisch MK 18716, Hal Leonard)
- Basso Sonata Op. 640 (Carisch MK18741, Hal Leonard)
- Clarinet Sonata Op. 641
- Concerto for piano and strings orchestra Op. 733

## Discografia
- 1988 – Up trio (Selected artist)
- 1988 – Jazz in Italy - Gianni Bedori (Ariston)
- 1988 – Cats - Attilio Zanchi (Splas(h))
- 1989 – Alexander - Massimo Colombo Trio (Splas(h))
- 1989 – Toucan - Giochi proibiti (con Enrico Rava) (A Tempo)
- 1990 – 292 - Tino Tracanna (Splas(h))
- 1990 – Music for an imaginary movie (Pepper)
- 1990 – Kitchen blues - Gigi Cifarelli (DDD)
- 1991 – Full Time - Lo Greco Bros (Splas(h))
- 1992 – Segreti d'autore - Lo Greco Bros (Splas(h))
- 1992 – In Some Other Place - Attilio Zanchi (DDD)
- 1993 – Games - Colombo, Tracanna, Naco (Modern Times)
- 1993 – Linea di confine - Linea C (DDD)
- 1993 – Once Upon A Time - Bebo Ferra (DDD)
- 1993 – Summer of 71 - Max Meazza (Solid Aiv)
- 1993 – Arcadia - Tino Tracanna (Modern Times)
- 1994 – Relazioni e rapporti - Massimo Colombo Trio (Modern Times)
- 1995 – Composizioni - Massimo Colombo (Edizioni Tirreno)
- 1995 – Affinità elettive - Tino Tracanna (Tirreno)
- 1996 – Spellbound - Tiziana Ghiglioni (Yvp Music)
- 1996 – Conserto (con Pierre Favre) (Modern Times)
- 1996 – Mappa di un possibile viaggiatore - Linea C (Edizioni Aspirine)
- 1997 – Il suono elegante (Symphonia)
- 1997 – Quartetto - Tino Tracanna Splasc(h))
- 1997 – Nino Rota music for film - Riccardo Muti Filarmonica della Scala (con Riccardo Muti) (Sony Classical)
- 1997 – Musicworld (Medialine)
- 1997 – Volando con Naco - Compilation (Aspirine Music)
- 1998 – The great Naco orchestra (Symphonia)
- 1998 – Green and blue song - Fabio Ranza (Open Records)
- 1999 – Mondo (Symphonia)
- 1999 – Salti ed assalti - Linea C (MAP)
- 1999 – Natura mediterranea - Paolo Pellegatti (Celestio Jazz)
- 1999 – Quiet & Loud - Luca Pasqua (Videoradio Jazz)
- 2000 – Sole (Symphonia)
- 2001 – Luna (Symphonia)
- 2002 – MCWE Live (Symphonia)
- 2002 – Mala e Cuia - Gilson Silveira (Sony Dadc)
- 2003 – Virtualmente (Symphonia)
- 2003 – La forma delle cose - Tino Tracanna (Splasc(h))
- 2003 – Way Out Sud - Felice Clemente (Splasc(h))
- 2004 – Conscious - Massimo Colombo Trio (Splasc(h))
- 2004 – Immagini (Symphonia)
- 2004 – Inside me - Felice Clemente (Splasc(h))
- 2005 – Caravaggio con Billy Cobham e Jeff Berlin (Nicolosi Production)
- 2005 – Quartet live - Tino Tracanna (Splasc(h))
- 2006 – Assolo in equilibrio (Symphonia)
- 2006 – Syncretico - Claudio Fucci (Volo Libero)
- 2006 – West Coast Hotel - Max Meazza (Desolation Angels)
- 2006 – Dio, la scimmia e il big bang - Compilation (Edel)
- 2006 – L'architettura moderna alpina - Compagnia di San Paolo (MAP)
- 2007 – The piano and the other side of the world - Stefano Bigoni (MAP)
- 2007 – The first, conversation with myself (MAP)
- 2008 – Il gioco delle forme - Massimo Colombo Trio (Splasc(h))
- 2008 – Everybody's Song - Lara Iacovini (Splasc(h)
- 2009 – Preludi Apolidi Op. 277  (MAP)
- 2009 – Blue of Mine - Felice Clemente (Crocevia di Suoni)
- 2009 – Mammut - Robert Gligorov (Galleria Pack)
- 2009 – Bergamo suona jazz (Eco di Bergamo)
- 2010 – Un'ora - Tino Tracanna (Double Stroke Records)
- 2010 – Paolo Fresu con Alborada live in Matera
- 2013 – Portraits - Inside Jazz Quartet (Abeat 2013)
- 2015 – Ravel's Waltz - Attilio Zanchi (Abeat 2015)
- 2015 – Trio Grande (con Peter Erskine e Darek Oleszkiewciz) (Play & Oracle Records Ltd)
- 2016 – We all love Burt Bacharach - Colombo Erskine Mintzer (Play & Oracle Records Ltd)
- 2016 – Sulle corde del jazz vol. 1, Compilation (Pull Music Publishing Srl 2016)
- 2016 – Sulle corde del jazz vol. 2, Compilation (Pull Music Publishing Srl 2016)
- 2017 – Four By Four - Inside Jazz Quartet (Abeat)
- 2017 – Celebrating John Williams, Piano solo (Oracle Records)
- 2017 – Tempered Blues - Piano solo (UR Records)
- 2018 – Powell To The People (Play)
- 2019 – Acoustic Weather (The Music Of Weather Report) (Play & Oracle Records Ltd)
- 2019 – 21 Studi Op. 66 per pianoforte (Play & Oracle Records Ltd)
- 2019 – Bach: The Well Tempered Clavier, Book 1, BWV 846-869 (Play & Oracle Records Ltd)
- 2019 – Romantic and Impressionist Piano Masterworks (Play & Oracle Records Ltd)
- 2020 – Preludi Apolidi Op. 277 for piano (Play & Oracle Records Ltd)
- 2020 – Bach: Three-part Sinfonias, BWV 787-801 (Una Corda) (Play & Oracle Records Ltd)
- 2020 – Personalities (Play & Oracle Records Ltd)
- 2020 – 7 Pezzi per la mano sinistra Op. 269 for piano (Play & Oracle Records Ltd)
- 2021 – Bach: Two-Part Inventions, BWV 772-786 (Una Corda) (Play & Oracle Records Ltd)
- 2022 – Electric Parker - The Music of Charlie Parker (con Peter Erskine e Chuck Berghofer (Play & Oracle Records Ltd)
- 2023 – Bach: Partitas No. 1,4 & 5 (Una Corda) (Play & Oracle Records Ltd)
- 2023 – Numbers Op. 717 for piano (Play & Oracle Records Ltd)
- 2023 – Concerto for piano and string orchestra, Op. 733 (Play & Oracle Records Ltd)
- 2024 – Mingus Portrait - Attilio Zanchi (Right Tempo)
- 2024 – Riccardo Muti conducts Italian Masters (Sony Classical)

## Recensioni
- Maurizio Zerbo, Massimo Colombo, Chuck Berghofer, Peter Erskine: Electric Parker, su allaboutjazz.com, 28 maggio 2024.
- Jim Worsley, Massimo Colombo, Peter Erskine, Chuck Berghofer: Electric Parker, su allaboutjazz.com, 10 dicembre 2022.
- Angelo Leonardi, Massimo Colombo: Personalities, su allaboutjazz.com, 3 marzo 2022.
- Jim Worsley, Massimo Colombo: Acoustic Weather (The Music of Weather Report), su allaboutjazz.com, 30 giugno 2022.
- Jim Worsley, Massimo Colombo: Italy's Erudite Jazz Pianista, su allaboutjazz.com, 16 novembre 2018.
- Luca Conti, IN VIAGGIO CON MASSIMO COLOMBO, su musicajazz.it, 17 dicembre 2015.